# Hans Vinjarengen
Hans Vinjarengen (* 20. August 1905 in Nordre Land, Oppland; † 1. Februar 1984 in Oslo) war ein norwegischer Skisportler, der hauptsächlich in der Nordischen Kombination, aber auch in den Teildisziplinen Skispringen und Skilanglauf international startete.

## Werdegang

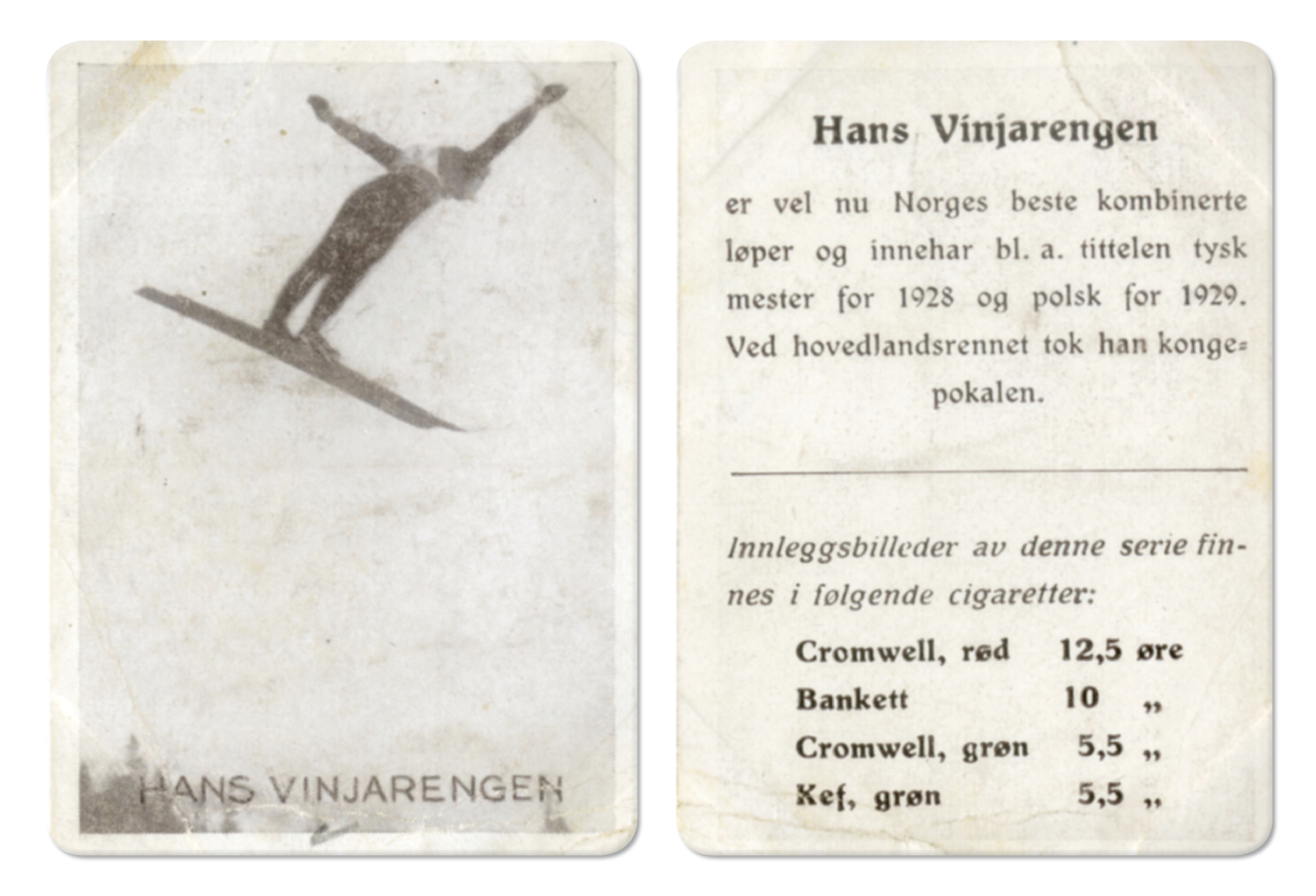
Hans Vinjarengen auf einer Sammelkarte aus Zigarettenschachteln, um 1930

Seinen ersten Erfolg feierte Vinjarengen mit dem Gewinn der Silbermedaille im Einzel der Nordischen Kombination bei den Olympischen Winterspielen 1928 in St. Moritz. Im gleichen Jahr stellte er auf dem Holmenkollbakken in Oslo mit 47,5 Metern einen neuen Schanzenrekord auf, der jedoch noch im gleichen Jahr von seinem Landsmann Alf Andersen überboten wurde. Ein Jahr später, bei den Norwegischen Meisterschaften 1929 in Kongsberg, gewann er im Einzel der Kombination vor Johan Grøttumsbråten und Trygve Brodahl seinen ersten Norwegischen Meistertitel. Wenig später startete er bei den Nordischen Skiweltmeisterschaften 1929 in Zakopane und gewann im Einzel der Kombination den Weltmeistertitel. Bei den Spezialspringern landete er von der K90-Schanze auf dem fünften Rang. Ein Jahr später bei den Nordischen Skiweltmeisterschaften 1930 in Oslo verteidigte er seinen Titel im Einzel. Damit gewann er auch das erste Mal das Holmenkollen Ski Festival, zu dem die Weltmeisterschaften gehörten.
Im Jahr 1931 erhielt Vinjarengen zusammen mit Ole Stenen die Holmenkollen-Medaille. Im gleichen Jahr gewann er bei den Norwegischen Meisterschaften die Bronzemedaille im Einzel. Beim Wettbewerb am Holmenkollen wurde er Dritter.
Bei den Olympischen Winterspielen 1932 in Lake Placid konnte er seine Silbermedaille von 1928 nicht verteidigen, schaffte es aber hinter seinen Landsleuten Johan Grøttumsbraaten und Ole Stenen auf Rang drei und gewann damit Bronze. Dabei lag er nach dem Springen noch auf dem Silberrang, kam aber beim anschließenden Langlauf nur als Vierter ins Ziel. Am Holmenkollen wurde er wenig später Zweiter. 1933 gewann Vinjarengen den Kombinationswettbewerb bei den Lahtispelen.
Bei den Nordischen Skiweltmeisterschaften 1934 in Sollefteå gewann er Bronze im Einzel. Erstmals startete er auch als Skilangläufer und wurde mit der 4 × 10-km-Staffel Vierter. Kurz darauf konnte er bei den Norwegischen Meisterschaften 1934 in Porsgrunn seinen zweiten und letzten nationalen Titel gewinnen.
Bei den Deutschen und Wehrmachtsskimeisterschaften vom 3. bis 13. Februar 1938 auf der Schwarzwaldschanze in Titisee-Neustadt wurde er Deutscher Meister. Bei den Nordischen Skiweltmeisterschaften 1938 in Lahti, seinem letzten internationalen Turnier, gewann er noch einmal Bronze im Einzel.
Nach dem Ende seiner aktiven Karriere arbeitete Vinjarengen in Oslo als LKW-Fahrer, wo er 1984 starb. Er blieb jedoch bis zu seinem Tod in seinem Heimatverein aktiv.